# Vänern
Le Vänern est le plus grand lac de Suède en superficie (5 648 km2) et en volume (153 km3). Il est situé dans la partie méridionale de la Suède.
Il est le troisième lac européen par ordre d'importance (après les lacs russes Ladoga et Onega).

## Géographie
L'altitude moyenne de ses eaux se situe à 44 m. Sa profondeur moyenne est de 27 m, mais sa profondeur maximale atteint 106 m. Il mesure environ 145 km de long. Sa principale rivière affluente est le Klarälven dont l'embouchure forme un delta sur lequel est bâtie la ville de Karlstad. Le Göta älv relie le lac au Cattégat.
Ses rives sont rocheuses et boisées ; sauf dans sa partie méridionale, aux alentours de Lidköping, où elles sont plates et cultivées.
Le lac est entouré par les provinces historiques (landskap) suédoises de :
- Västergötland (rives orientale et méridionale),
- Dalsland (rive occidentale), et
- Värmland (rive septentrionale).

Le canal Göta (Göta kanal) qui relie Göteborg à la mer Baltique traverse le lac. Il offre un accès maritime aux ports lacustres dont les plus importants sont : Karlstad, Lidköping, Vänersborg, Kristinehamn, Åmål, Säffle et Mariestad.
L'industrie de la région du Vänern se concentre principalement dans ces ports. Elle s'est spécialisée notamment dans : la tannerie, la métallurgie et la papeterie.
Le Vänern, comme le Vättern, s'est formé lors du soulèvement de la péninsule Scandinave à la fin de la dernière ère glaciaire et du retrait de la mer Baltique.

## Histoire
C'est au bord du lac Vänern qu'eut lieu au cours du VIe siècle la bataille de Vänern. Le roi suédois Ohthere décéda et son frère Onela s'empara du trône. Les fils du roi, Eanmund et Eadgils, vinrent chercher refuge chez le roi des Geats Heardred. Beowulf, le héros du poème anglo-saxon éponyme, décida de venger la mort de son roi et de son parent et apporta son soutien aux deux frères.
Onela réunit ses armées et trouva un prétexte pour l'invasion du Goteland dans l'hébergement des deux frères. Beowulf livra bataille aux côtés des deux fils du roi. Au cours de la bataille, Onela fut tué par Eadgils, qui devint roi de Suède.
Le lac Vänern est important pour les transports depuis le Moyen Âge. Deux industries se développent principalement autour du lac, celle du bois et celle du fer. 
Les échanges entre la mer du Nord avec le Vänern ont été longtemps rendu impossibles de par la tumultuosité de son émissaire, le Göta älv, particulièrement les Chutes de Trollhättan. En venant du Cattégat, les navires pouvaient naviguer librement jusqu'à Lödöse, qui devient une ville importante. Les rapides seront évités par portage (stora edet et lilla edet, Trollhättan). Les plans d'aménagement de canaux sont d'abord établis par Rasmus Ludvigsson, le secrétaire de Gustave Ier Vasa en 1540. Une première écluse à lilla edet, probablement pour le flottage du bois, n'est pas terminée avant 1607.

Un des premiers types de navires de charge sur le lac Vänern était le blockskuta (formé à partir d'un dialecte suédois du Värmland, block, qui signifie bille de bois, c'est un transporteur de grumes), qui était un navire à voile carrée. Au XVIIe siècle, le bojort hollandais est devenu un type de bateau courant sur le lac Vänern. Il était à fond plat, porteur (lastdryg) et plus facile à manipuler que le blockskuta, plus maladroit. En 1799, le Vänerns Seglationsstyrelse a été formé à Kristinehamn avec pour mission de rendre la circulation des bateaux sur le lac Vänern plus sûre.  La vänergaleas peut être considéré comme le plus grand successeur du bojort, et conforme aux canaux et écluses qui desservent le Vänern.

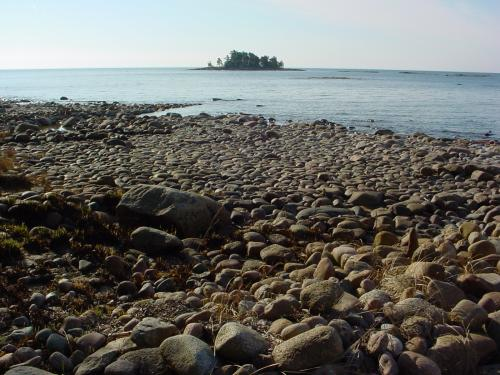
Le lac Vänern depuis le Hjortens Udde (fr. Le Cap du cerf).

## Le nom
La forme la plus employée en français au XXIe siècle est Vänern. On tendra alors à nommer ainsi ce lac. Ce qui est redondant, en effet la terminaison suédoise -n correspond à l'article défini « le » ; le Vänern signifierait alors « le Väner ». Il serait alors préférable d'utiliser en français la forme Väner.
Dans certains textes, souvent anciens, on trouve les graphies Vener, Vèner ou Venern, Vènern. Elles permettent de transcrire plus fidèlement la prononciation suédoise en français.
Ces orthographes sont inusitées et peuvent prêter à confusion, on veillera donc à utiliser l'orthographe suédoise Vänern.